# Forsal.pl
Forsal.pl – polski serwis internetowy, który specjalizuje się w finansach, ekonomii i gospodarce. Forsal.pl znalazł się w gronie 10 najbardziej opiniotwórczych mediów biznesowych w Polsce w 2011 i 2012 roku w rankingu Instytutu Monitorowania Mediów. Natomiast według „Ogólnopolskiego Badania Inwestorów 2012”, przygotowanego przez Stowarzyszenie Inwestorów Indywidualnych, Forsal.pl znajduje się w gronie najważniejszych źródeł informacji dla inwestorów giełdowych w Internecie.
Artykuły publikowane w Forsalu były wielokrotnie cytowane przez media w Polsce i za granicą, między innymi blog „Eastern Approaches”, wydawany przez brytyjski magazyn The Economist, niemiecki Der Spiegel, agencję informacyjną Bloomberg, francuski tygodnik Courrier International oraz polską wersję magazynu Forbes.
Forsal.pl do 2018 należał do spółki INFOR Biznes, której właścicielem w 51 proc. był INFOR PL, a w 49 proc. Ringier Axel Springer Media AG. Później INFOR PL wykupił 100% udziałów. Serwis ściśle współpracuje z Dziennikiem Gazetą Prawną.